# Evandro Roncatto
Evandro Roncatto (Campinas, 24 maggio 1986) è un ex calciatore brasiliano, di ruolo attaccante.

## Carriera

### Club
Il 25 agosto 2016, i norvegesi del Raufoss hanno ufficializzato sul proprio sito internet l'ingaggio di Roncatto, che ha firmato col nuovo club un contratto valido sino al termine della stagione, con opzione per un'ulteriore annata. Il giocatore ha scelto di vestire la maglia numero 6.

### Nazionale
Nel 2003 ha vinto i Mondiali Under-17.

## Palmarès

### Club

#### Competizioni nazionali
- Coppa del Brasile: 1

Santo André: 2004

#### Competizioni statali
- Campionato Paraense: 2

Paysandu: 2005, 2006

### Nazionale
- Campionato mondiale di calcio Under-17: 1

Finlandia 2003